# Târpești
Târpești – wieś w Rumunii, w okręgu Neamț, w gminie Petricani. W 2011 roku liczyła 1236 mieszkańców.